# Kirsanowka (Kaliningrad)
Kirsanowka (russisch Кирсановка, deutsch Kybarten, 1938 bis 1945: Tiefenfelde, litauisch Kybartai) ist ein verlassener Ort im Rajon Nesterow der russischen Oblast Kaliningrad. Geringe Anteile des ehemaligen Gemeindegebietes von Kybarten/Tiefenfelde – die Bereiche nördlich und östlich des kleinen Flusses Lobenka (dt. Lobinnis, 1938 bis 1945: Kuhfließ) – gehören zum Rajon Krasnosnamensk.
Die Ortsstelle befindet sich zweieinhalb Kilometer nordnordöstlich von Wyssokoje (Schilleningken/Hainau) an der Lobenka.

## Geschichte

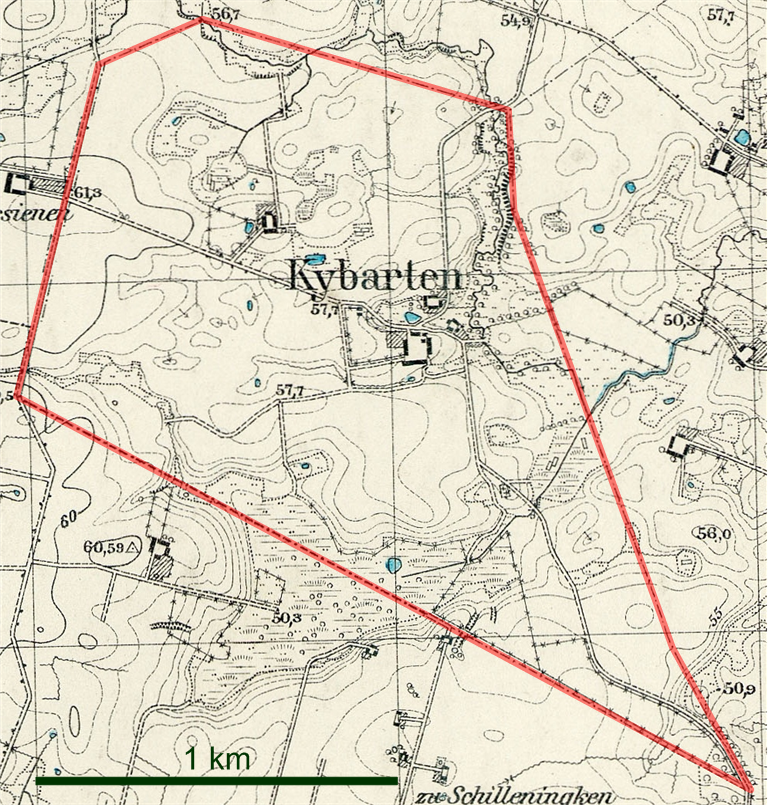
Die Landgemeinde Kybarten auf einem Messtischblatt von 1931

Der Ort wurde seit 1604 erwähnt und zunächst mit Kybardtkehm, Kibratten, Kiebartten, Kühbarthen, Kühbarden und Kühbarten bezeichnet. Um 1780 war Kühbardten ein meliertes Dorf. 1874 wurde die Landgemeinde Kiebarten in den neu gebildeten Amtsbezirk Warningken im Kreis Pillkallen eingegliedert. Seit etwa 1900 war dann die Schreibweise Kybarten üblich. 1938 wurde Kybarten in Tiefenfelde umbenannt.
1945 kam der Ort in Folge des Zweiten Weltkrieges mit dem nördlichen Ostpreußen zur Sowjetunion. 1947 erhielt er den russischen Namen Kirsanowka und wurde gleichzeitig dem Dorfsowjet Dobrowolski selski Sowet im Rajon Krasnosnamensk zugeordnet. Kirsanowka wurde vor 1975 aus dem Ortsregister gestrichen.

### Einwohnerentwicklung
| Jahr | Einwohner |
| ---- | --------- |
| 1867 | 54        |
| 1871 | 45        |
| 1885 | 46        |
| 1905 | 34        |
| 1910 | 32        |
| 1933 | 44        |
| 1939 | 32        |

## Kirche
Kybarten gehörte zunächst zum evangelischen Kirchspiel Pillkallen und seit der Errichtung der dortigen Kirche 1895 dann zum evangelischen Kirchspiel Groß Warningken.